# 지앤지엔터테인먼트
지앤지엔터테인먼트는 대한민국의 애니메이션 기업이다.

### KBS
- 마스크맨
- 인조곤충 버그파이터
- 라라의 스타일기
- 와글와글 꼬꼬맘
- 꼬마신선 타오
- 캡슐보이
- 드래곤에그

### MBC
- 마법천자문

### SBS
- 라그나로크
- 고미의 만화 호기심 천국
- 올림포스 가디언 - 기간테스 대역습

### 타사
- 콘체르토 러브
- 칵테일
- 러브 머신
- 카레이도
- 스타 깨미
- 마법천자문 와 함께하는 율동동요
- 뚝딱맨
- 따라락 따라락 뚝딱맨

### 영화 제작 배급
- 미안하다 사랑하다